# Araneus saccalava
Araneus saccalava là một loài nhện trong họ Araneidae.
Loài này thuộc chi Araneus. Araneus saccalava được Embrik Strand miêu tả năm 1907.